# Brains-sur-Gée
Brains-sur-Gée – miejscowość i gmina we Francji, w regionie Kraj Loary, w departamencie Sarthe.
Według danych na rok 1990 gminę zamieszkiwało 430 osób, a gęstość zaludnienia wynosiła 27 osób/km² (wśród 1504 gmin Kraju Loary Brains-sur-Gée plasuje się na 885. miejscu pod względem liczby ludności, natomiast pod względem powierzchni na miejscu 736.).